# Woningstichting SWZ
SWZ is een woningbouwcorporatie in de Nederlandse stad Zwolle. Het bedrijf is ontstaan door een samenwerkingsverband (in 1989) en een fusie (in 1998) van Beter Wonen en AZCW (Algemene Zwolse Coöperatieve Woningbouwvereniging). Beter Wonen werd opgericht in 1908 en in 2008 jaar werd dan ook het honderdjarig bestaan gevierd. SWZ beheert ruim 8700 woningen in Zwolle.
| Kenmerk                              | aantal/waarde                  |
| ------------------------------------ | ------------------------------ |
| Aantal verhuureenheden               | 8.759                          |
| Nieuwbouw productie                  | 274 woningen per jaar tot 2013 |
| Waarde bezit (Basis: bedrijfswaarde) | 1,125 miljard euro             |
| Eigen vermogen                       | 45,1 miljoen euro              |
| Totale bedrijfsopbrengsten           | 43,3 miljoen euro              |
| Jaarresultaat                        | 9.7 miljoen euro               |
| Gemiddelde huur                      | 363 euro                       |
| Medewerkers                          | 111                            |
| Maatschappelijke investeringen 2007  | 30,4 miljoen euro              |